# BTR-80
BTR-80 là một loại xe bọc thép chở quân bánh lốp 8x8 do Liên Xô chế tạo. BTR-80 được bắt đầu sản xuất vào năm 1986 và thay thế các loại BTR trước đây như BTR-60 và BTR-70 trong biên chế trang bị của Quân đội Liên Xô.
Xe bọc thép chở quân bánh hơi BTR-80 được thiết kế để hỗ trợ hỏa lực và vận chuyển lính chiến đấu được bảo vệ trong lớp giáp nhẹ tới trận địa. Xe có thể bố trí 10 chỗ ngồi cho kíp xe gồm trưởng xe, lái xe và pháo thủ cùng 7 lính chiến đấu thuộc phân đội bộ binh kèm xe.
Xe BTR-80 được trang bị động cơ diesel mạnh mẽ và lớp giáp tốt, giúp tăng đáng kể khả năng việt dã và phòng vệ của xe so với các thế hệ xe bọc thép chở quân trước nó.

## Mô tả

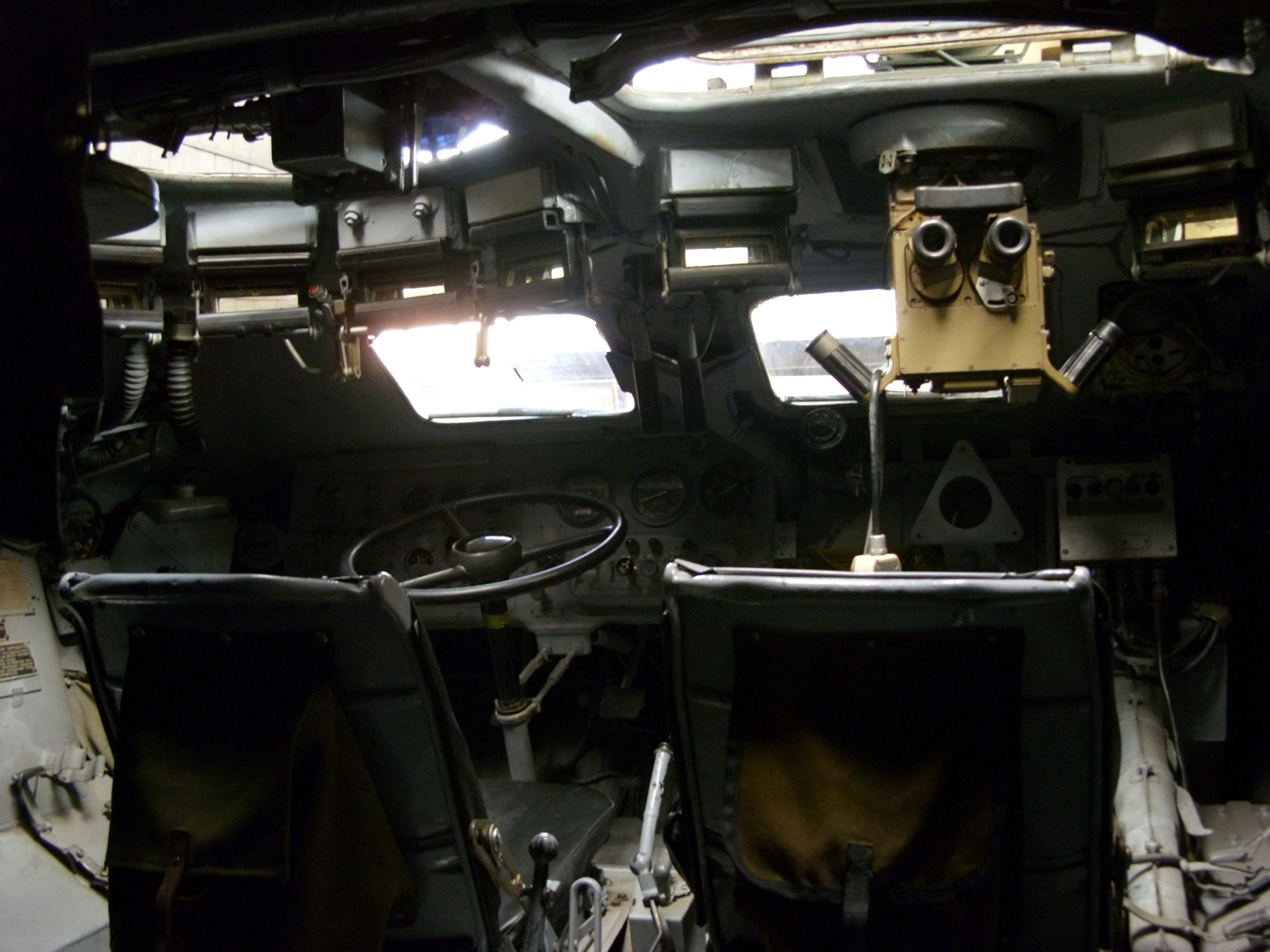
Buồng lái BTR-80 đơn giản và không có các thiết bị điện tử hỗ trợ như xe thiết giáp của phương Tây

Liên Xô thiết kế BTR-80 dựa trên BTR-70. Nó có một động cơ diesel KamAZ-7403 260 mã lực, tăng áp V-8, làm lạnh bằng nước, đây là một sự cải tiến về động cơ so với các động cơ xăng dùng cho BTR-60 và BTR-70. Phần phía sau xe đã được thiết kế lại để chứa động cơ mới. Thiết bị tiêu chuẩn gồm khối ngắm TNPO, thiết bị ngắm quang học TNP-B và TKN-3 cho lái xe và trưởng xe, thiết bị tìm kiếm và theo dõi bằng tia hồng ngoại OU-3GA2M, 6 ống phóng lựu đạn khói 81 mm 902V "Tucha" ngụy trang phía cạnh sau tháp pháo, một đài vô tuyến (R-173 hoặc R-163-50U), hệ thống liên lạc nội bộ và hệ thống bơm phụt. BTR-80 trang bị súng máy KPVT 14,5 mm và súng máy PKT đồng trục 7,62 mm đặt trên cùng tháp pháo.
Thực tế chiến đấu đã chứng minh BTR-80 hoạt động cực kỳ hiệu quả trong vùng địa hình đồi núi gập ghềnh, cung cấp hỏa lực hỗ trợ đáng kể cho phân đội bộ binh mang vũ khí nhẹ chuyên chở trong xe. Với ụ súng máy trên tháp pháo có góc tà đạt tới 60 độ và kính ngắm quang học 1PZ-2 kiểu mới, xe có khả năng tiêu diệt cả các mục tiêu trên không. Ngoài ra với thiết kế bánh lốp chống đạn, xe có khả năng vận hành ngay cả khi lốp xe đã bị đạn hoặc mảnh pháo xuyên thủng. Đặc biệt, xe vẫn có khả năng di chuyển khi đã dính mìn chống tăng hay 2 bánh về một phía bị hư hỏng.

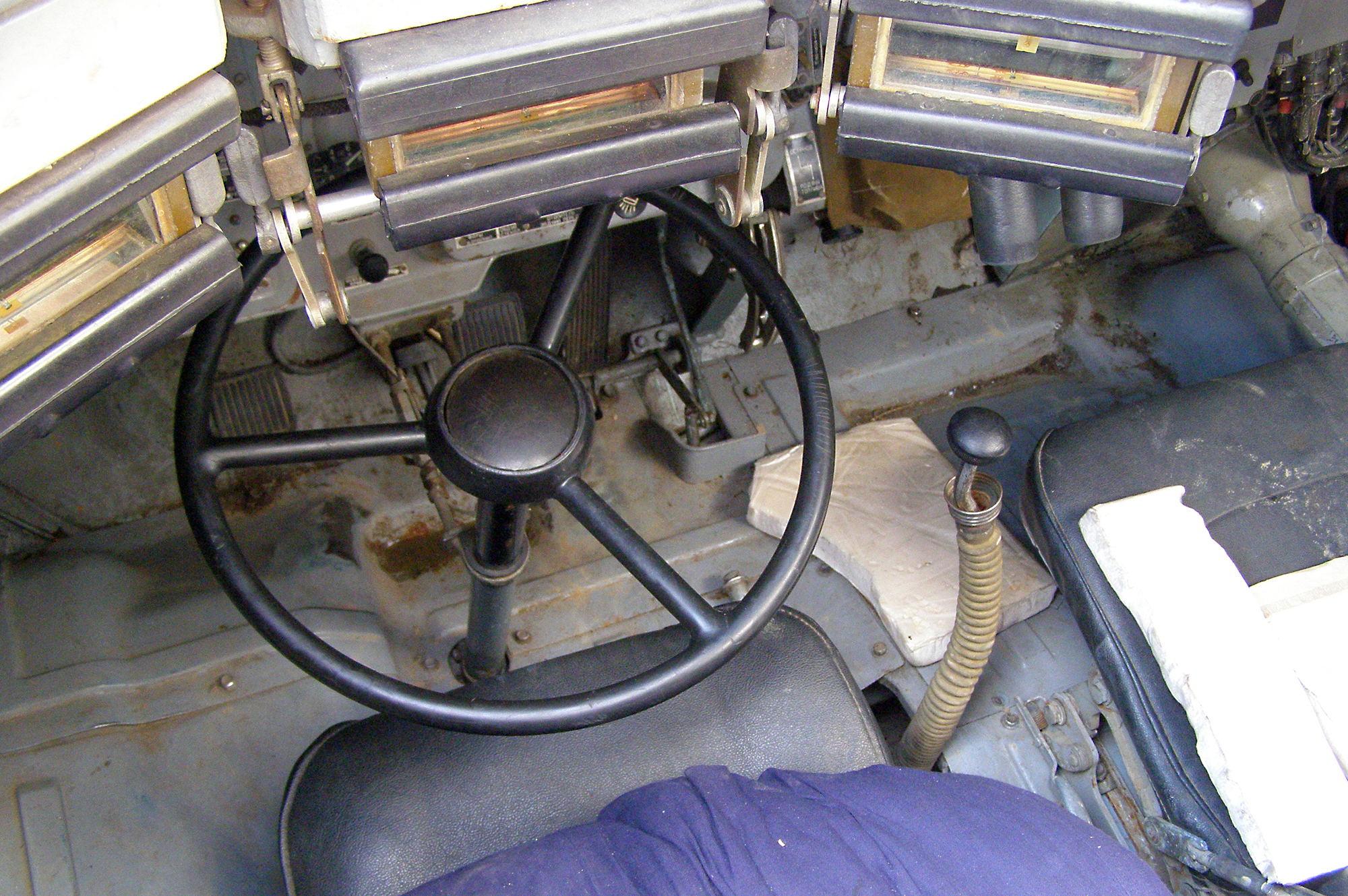
Bên trong xe BTR-80 của lực lượng OMON Nga

Phân đội bộ binh kèm xe có thể rời xe dễ dàng ngay cả khi xe đang chạy nhờ thiết kế cửa hông kiểu vỏ sò lớn mở ngược lên trên (phần dưới mở ra tạo thành bậc lên xuống). BTR-80 được coi là khung xe tiêu chuẩn của dòng xe bọc thép bánh hơi đa dụng để phát triển các loại xe khác cho những mục đích khác nhau như trinh sát, chỉ huy - thông tin, tải thương...
Trong các cuộc chiến tranh ở Afghanistan, Chechnya, các xe thiết giáp như xe chiến đấu bộ binh (BMP), xe bọc thép chở quân (BTR) đều bộc lộ nhược điểm lớn về khả năng sống còn, không an toàn cho kíp xe và bộ binh ngồi trong xe khi bị vấp mìn và trúng đạn, nên từ chiến tranh Afghanistan đến nay, bộ binh Liên Xô/Nga buộc phải ngồi trên nóc xe để cơ động chứ không dám ngồi trong xe.
BTR-80 có thể leo dốc tới 60% và vượt chướng ngại vật thẳng đứng cao 0,5 m.

## Quốc gia sử dụng
Có trên 5.000 chiếc BTR-80 đang hoạt động trong biên chế quân đội nhiều nước trên thế giới:
- Liên Xô

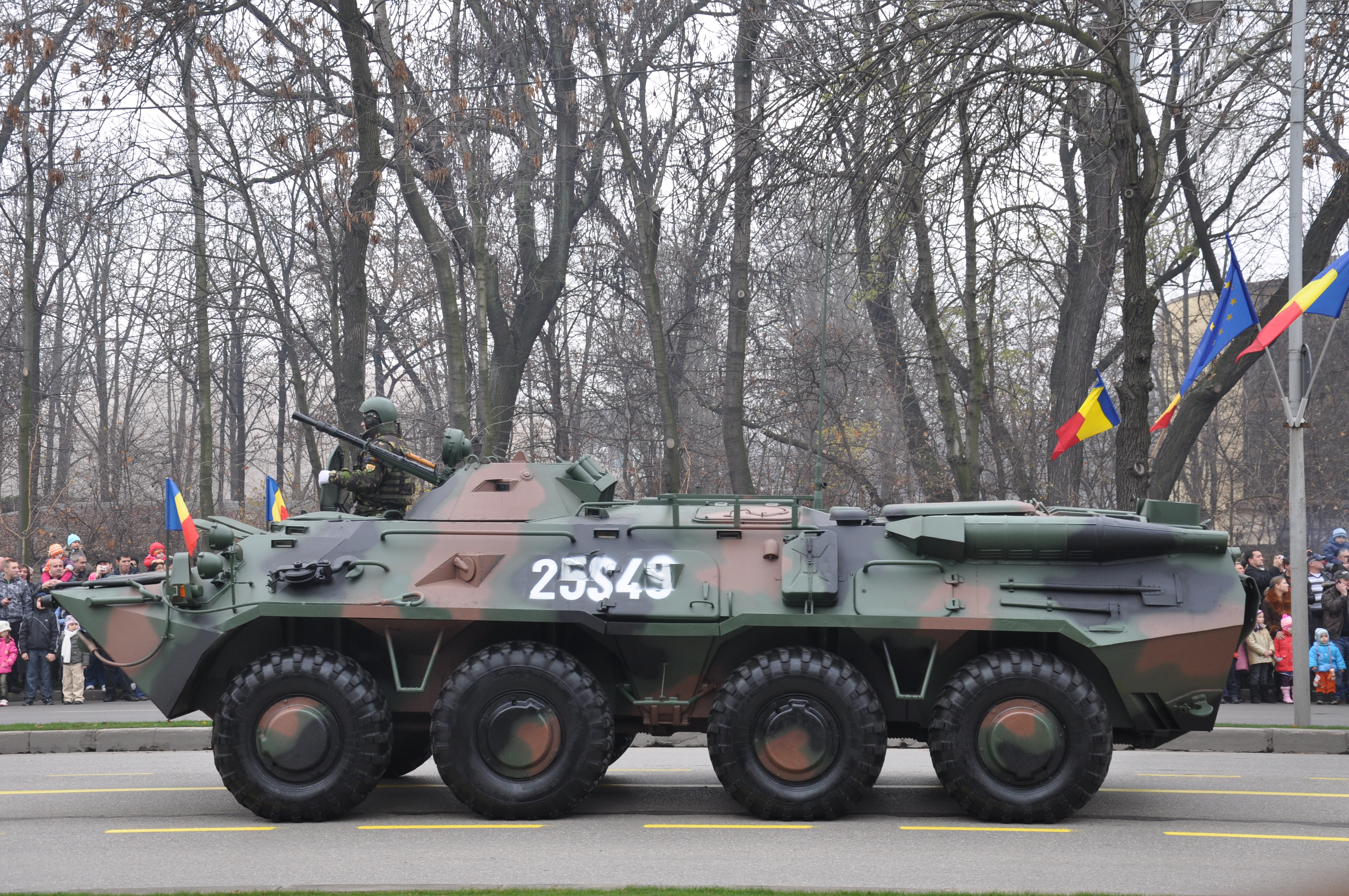
B-33 Zimbru của România trong lễ duyệt binh nhân Ngày Quốc khánh (Bucharest, 1/12/2009).

- Nga - 3500-4000 BTR-80/80A/82A.
- Liên Hợp Quốc: Do Nga bán xe bọc thép BTR-80 cho lực lượng gìn giữ hòa bình LHQ
- Afghanistan
- Algeria
- Angola
- Armenia - 50.[3]
- Azerbaijan - 70.[4]
- Bangladesh - 130 [5] đang phục vụ và 128 chiếc BTR-82A đặt mua thêm.
- Belarus - 194[6]
- Cameroon - 188.
- Colombia - 5 + 100 chiếc lắp ráp tại Colombia, dự án đã bị hủy bỏ.
- Djibouti - 15
- Estonia
- Finland - 2 chiếc, Ps 690-1 và Ps 690-2 để đánh giá (XA-185 đã được chọn)
- Georgia
- Hungary - 513 BTR-80 và 178 BTR-80A.
- Ấn Độ
- Indonesia - 12 BTR-80A.[7]
- Iraq - 50 BTR-94, 98 BTR-80UP.
- Ivory Coast 6 BTR-80
- Kazakhstan - 190 BTR-80, 90 BTR-80A
- Kenya - 8 BRDM-3
- Kyrgyzstan - 8
- Macedonia - 12
- Moldova - 11
- Mongolia - 450
- Morocco
- Cộng hòa Dân chủ Nhân dân Triều Tiên - 32 BTR-80A (theo báo cáo của SIPRI Lưu trữ ngày 14 tháng 4 năm 2010 tại Wayback Machine)
- Pakistan - BTR-70 / BTR-80
- România - 70 TAB Zimbru

- Sri Lanka - 33 BTR-80/80A[8]
- Sudan - 30 BTR-80A
- Tajikistan - 26[9]
- Turkey - 214
- Turkmenistan - 40
- Ukraine - 456[10]
- Uzbekistan - 290
- Hàn Quốc - 20

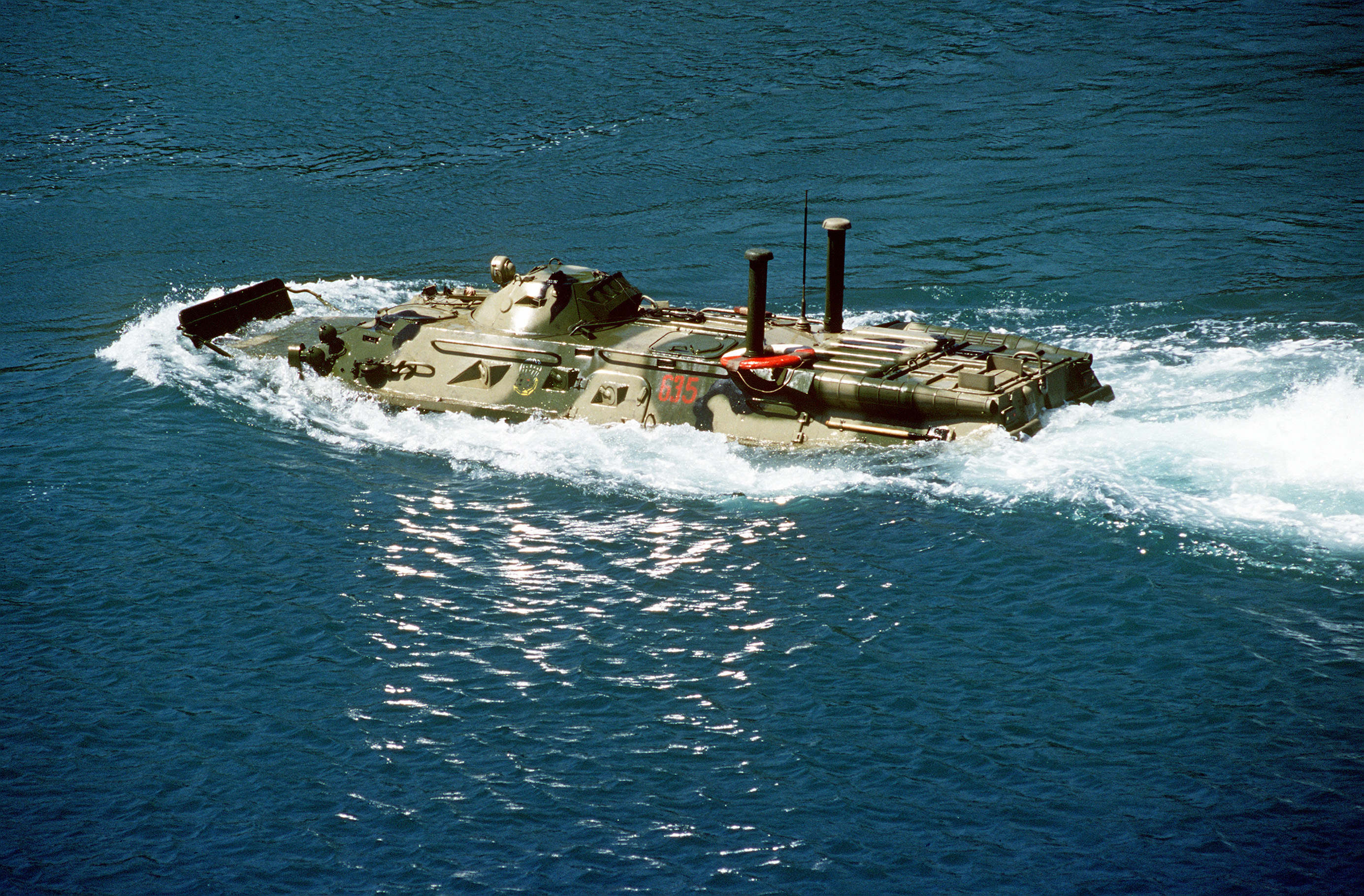
Một chiếc BTR-80 của Nga đang bơi.

- Venezuela – đặt mua 270 chiếc. 32 BTR-80A, 13 2S23 và 4 1V152 chuyển giao vào tháng 5/2011.
- Oman
- Nicaragua
- Lào